# Too Much of Everything
Too Much of Everything är det svenska skabandet Liberators tredje fullängdsalbum, utgivet i juni 2000 på Burning Heart Records. Jämfört med deras tidigare album är det här mer rockorienterat.

## Låtlista
Samtliga låtar skrivna av Liberator.
1. "Everybody Wants It All" - 2:57
2. "Better Days" - 2:59
3. "Boy & Girl Routine" - 2:39
4. "Once You Start (You Cant Stop)" - 3:17
5. "Lucky Idiot" - 2:46
6. "21st Anniversary" - 4:16
7. "Rockers Revolution" - 3:50
8. "Louder Than Words" - 2:57
9. "Cutback (Will Hit Back)" - 3:28
10. "Get Yourself Together" - 3:27
11. "Love Strikes Rarely" - 6:10

## Medverkande
- Robert Ylipää - sång
- Johan Holmberg - trummor
- Rodrigo López - bas, sång
- Daniel Mattisson - gitarr, sång
- Erik Wesser - keyboards, twang-gitarr
- Peter Andersson - trombon, orgel
- Andreas Sjögren - saxofon, percussion, orgel

## Singlar från albumet
- Everybody Wants It All

1. "Everybody Wants It All"
2. "It Hurts So Good"
3. "Heatwave"